# Giani Zail Singh
Giani Zail Singh (ur. 5 maja 1916 w Sandhwan, stan Pendżab, zm. 25 grudnia 1994 w Chandigarh) – polityk indyjski, prezydent Indii w latach 1982–1987.
Pochodził z rodziny sikhijskiej. Działał w Indyjskim Kongresie Narodowym na rzecz niepodległości kraju; w 1938 został aresztowany i skazany na 5 lat więzienia. Po powstaniu niepodległych Indii kierował oddziałem Indyjskiego Kongresu Narodowego w stanie Pendżab, a w latach 1955–1956 i 1966–1972 był przewodniczącym partii. W 1948 po raz pierwszy znalazł się w składzie rządu stanowego Pendżabu jako minister rezerw państwowych i rolnictwa (do 1952); w latach 1972–1977 był premierem stanu Pendżab. W 1980 powołany na ministra spraw wewnętrznych w rządzie centralnym.
25 lipca 1982 został zaprzysiężony na prezydenta Indii; był pierwszym prezydentem pochodzenia sikhijskiego. Zastąpił Neelama Reddy'ego. Po 5-letniej kadencji w lipcu 1987 jego następcą został Ramaswamy Venkataraman.